# Alluaudita
La alluaudita es un mineral de la clase de los minerales fosfatos, y dentro de esta pertenece al llamado “grupo de la alluaudita”. Fue descubierta en 1848 en el municipio de Skellefteå (Suecia), siendo nombrada así en honor de François Alluaud, ceramicista francés.

## Características químicas
Es un fosfato anhidro de sodio, calcio, magnesio, hierro y manganeso, sin aniones adicionales. A la intemperie se altera transformándose en heterosita y purpurita.
Forma una serie de solución sólida con la ferroalluaudita (NaFe2+(Fe3+)2(PO4)3), en la que la sustitución gradual del magnesio y manganeso por más hierro va dando los distintos minerales de la serie.

## Formación y yacimientos
Se forma como un producto de la alteración de los minerales varulita y arrojadita-(KFe). Muy común en rocas pegmatitas de tipo granito, donde se forma por metasomatismo sódico de litiofilitas-trifilitas, purpurita o ferrisicklerita. También se forma en nódulos fosfáticos en lutitas.
Suele encontrarse asociado a otros minerales como trifilita, arrojadita, satterlyita, wicksita, wolfeíta o pirita.